# Арта (Росія)
А́рта (рос. Арта) — село у складі Ульотівського району Забайкальського краю, Росія. Адміністративний центр та єдиний населений пункт Артинського сільського поселення.

## Населення
Населення — 770 осіб (2010; 903 у 2002).
Національний склад (станом на 2002 рік):
- росіяни — 100 %